# NGC 3953
NGC 3953 är en stavgalax i stjärnbilden Stora björnen.  

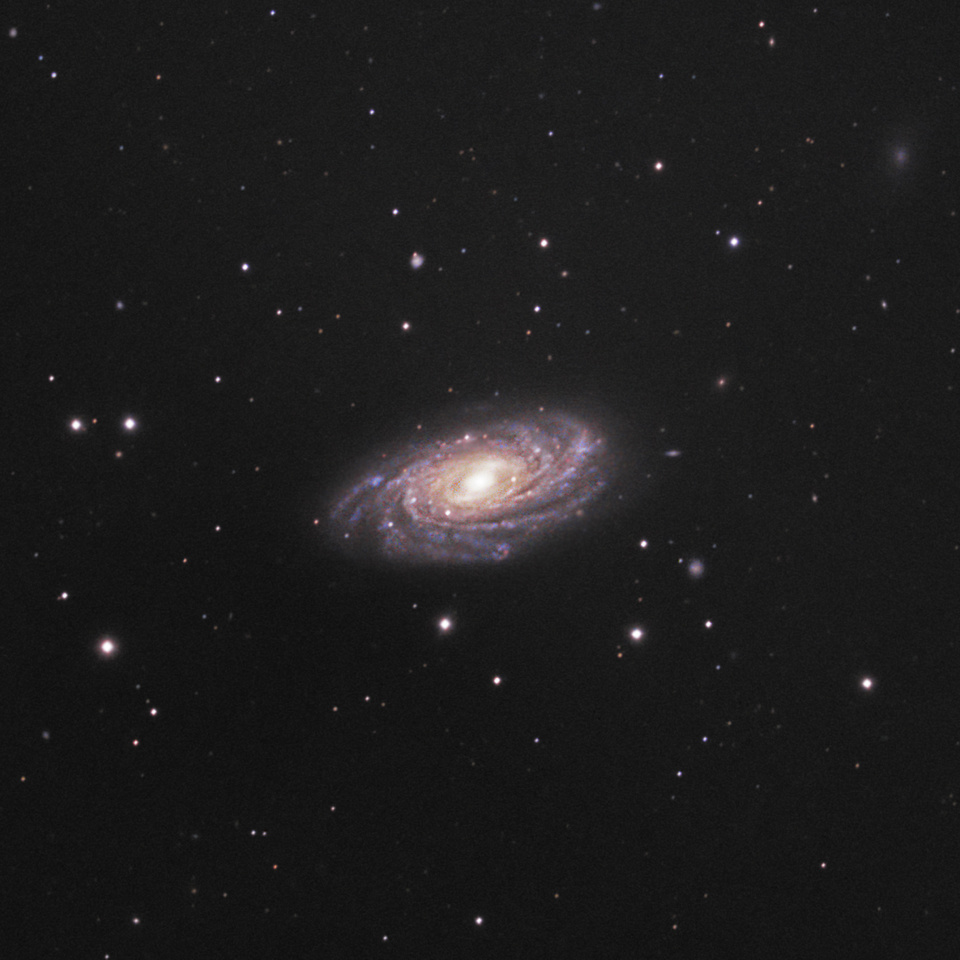
NGC 3953 med amatörteleskop

## Supernovor
Två supernovor har observerats i NGC 3953: supernovan SN 2001dp av typ Ia  och SN 2006bp.

## Omgivning
NGC 3953 tillhör M109-hopen, en stor galaxhop i Stora björnen som innehåller över 50 galaxer.

### Fotnoter
1. 1 2 3 4 5 6 7 8 9  ”NASA/IPAC Extragalactic Database”. Results for NGC 3953. http://nedwww.ipac.caltech.edu/. Läst 15 november 2006.
2. ↑  ”NASA/IPAC Extragalactic Database”. Results for SN 2001dp. http://nedwww.ipac.caltech.edu/. Läst 15 november 2006.
3. ↑  ”NASA/IPAC Extragalactic Database”. Results for SN 2006bp. http://nedwww.ipac.caltech.edu/. Läst 15 november 2006.
4. ↑  R. B. Tully (1988). Nearby Galaxies Catalog. Cambridge: Cambridge University Press. ISBN 0-521-35299-1
5. ↑  P. Fouque, E. Gourgoulhon, P. Chamaraux, G. Paturel (1992). ”Groups of galaxies within 80 Mpc. II - The catalogue of groups and group members”. Astronomy and Astrophysics Supplement 93:  sid. 211–233.
6. ↑  A. Garcia (1993). ”General study of group membership. II - Determination of nearby groups”. Astronomy and Astrophysics Supplement 100:  sid. 47–90.
7. ↑  G. Giuricin, C. Marinoni, L. Ceriani, A. Pisani (2000). ”Nearby Optical Galaxies: Selection of the Sample and Identification of Groups”. Astrophysical Journal 543 (1):  sid. 178–194. doi:10.1086/317070. https://arxiv.org/abs/astro-ph/0001140.